# アウディ・フィールド
アウディ・フィールド（Audi Field）は、アメリカ合衆国のワシントンD.C.に所在するサッカー/アメリカン・フットボール専用スタジアム。メジャーリーグサッカーのD.C. ユナイテッド本拠地である。2020年および2023年以降にはXFL(2024年以降はUFL)のDC ディフェンダーズも本拠地を置く。MLBナショナルズの本拠地ナショナルズ・パークに程近い。2018年6月に竣工し、同年7月に杮落としされた。命名権はアウディで、長期契約とされている。

## ギャラリー

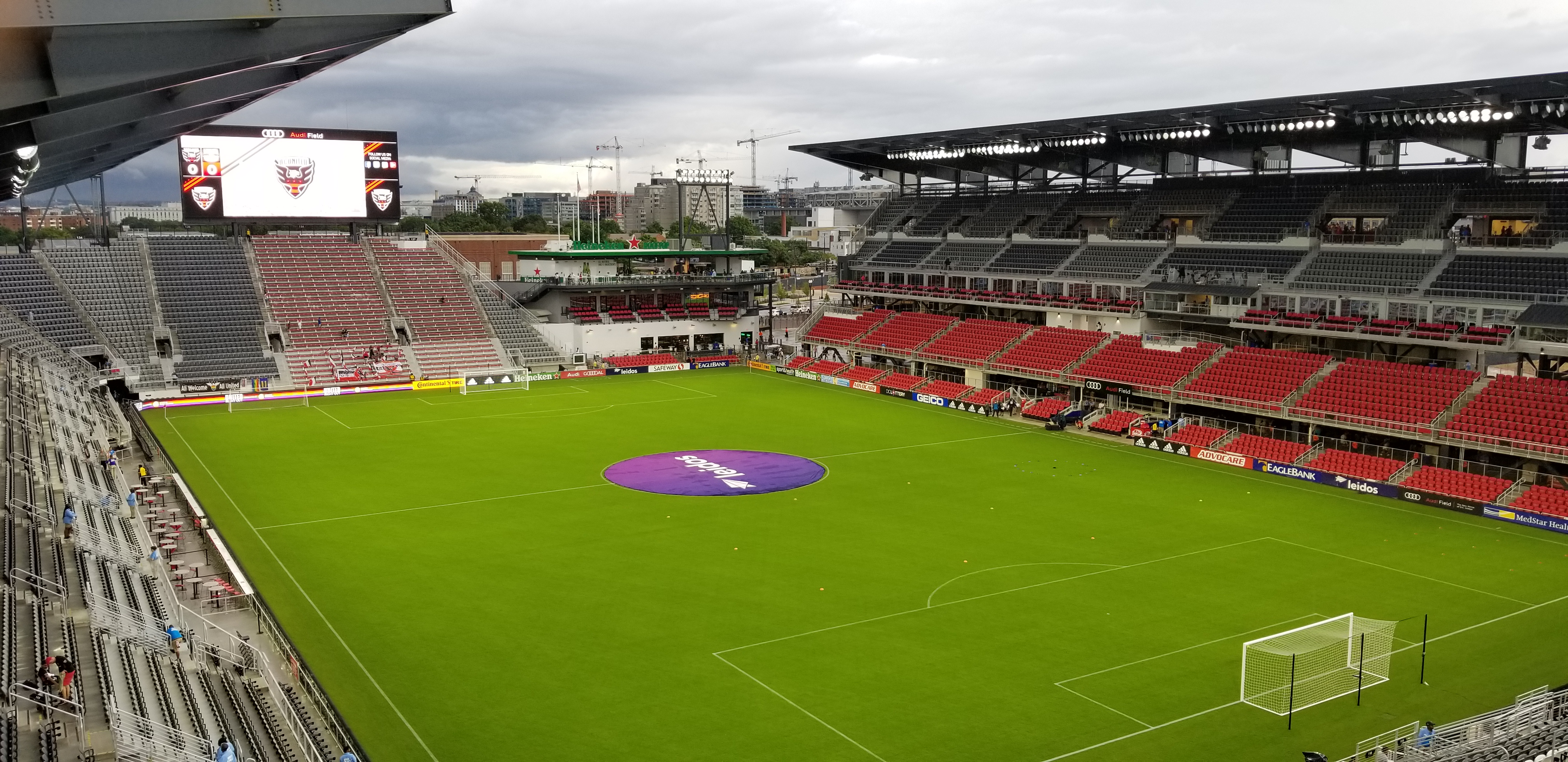
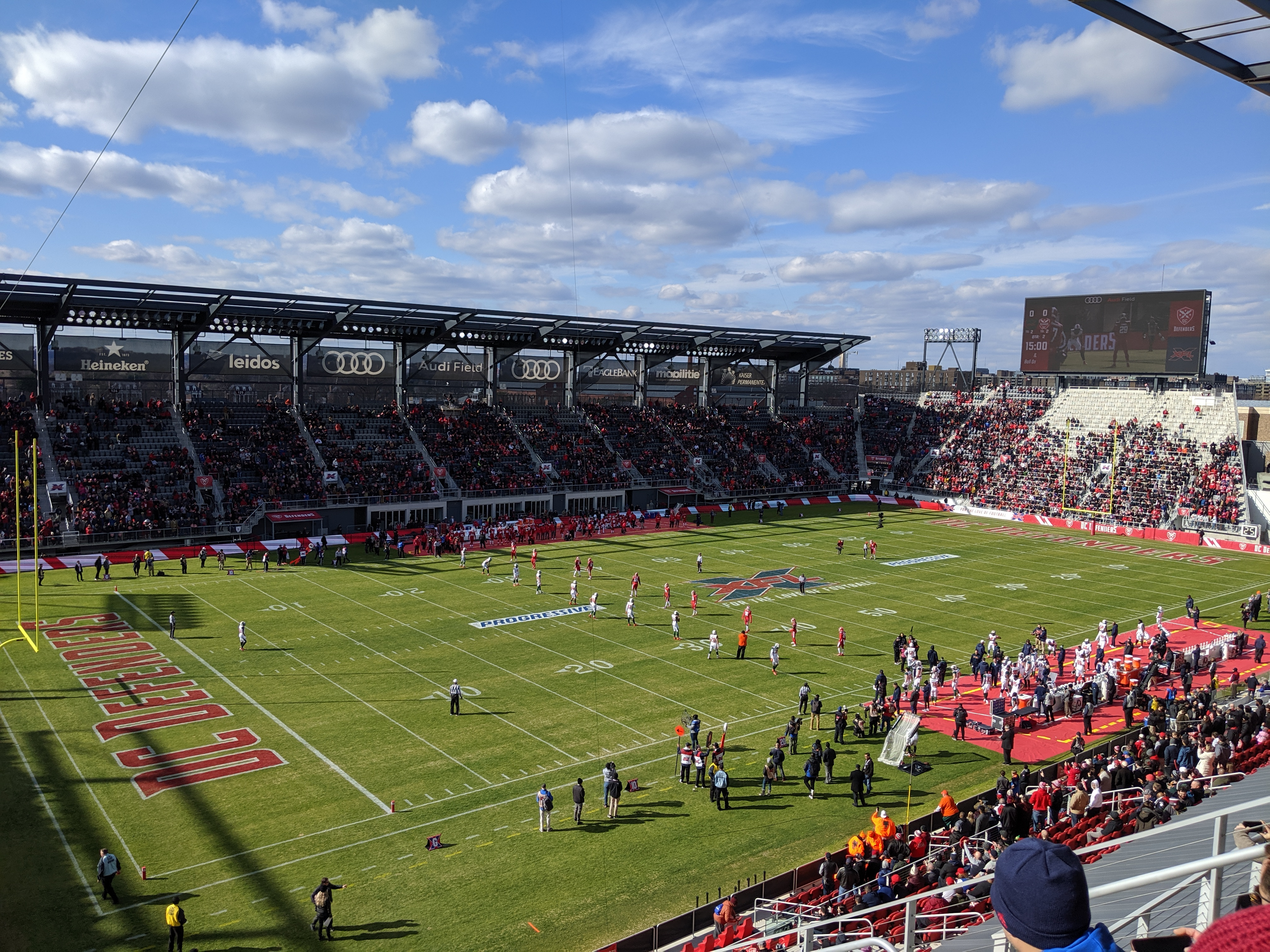
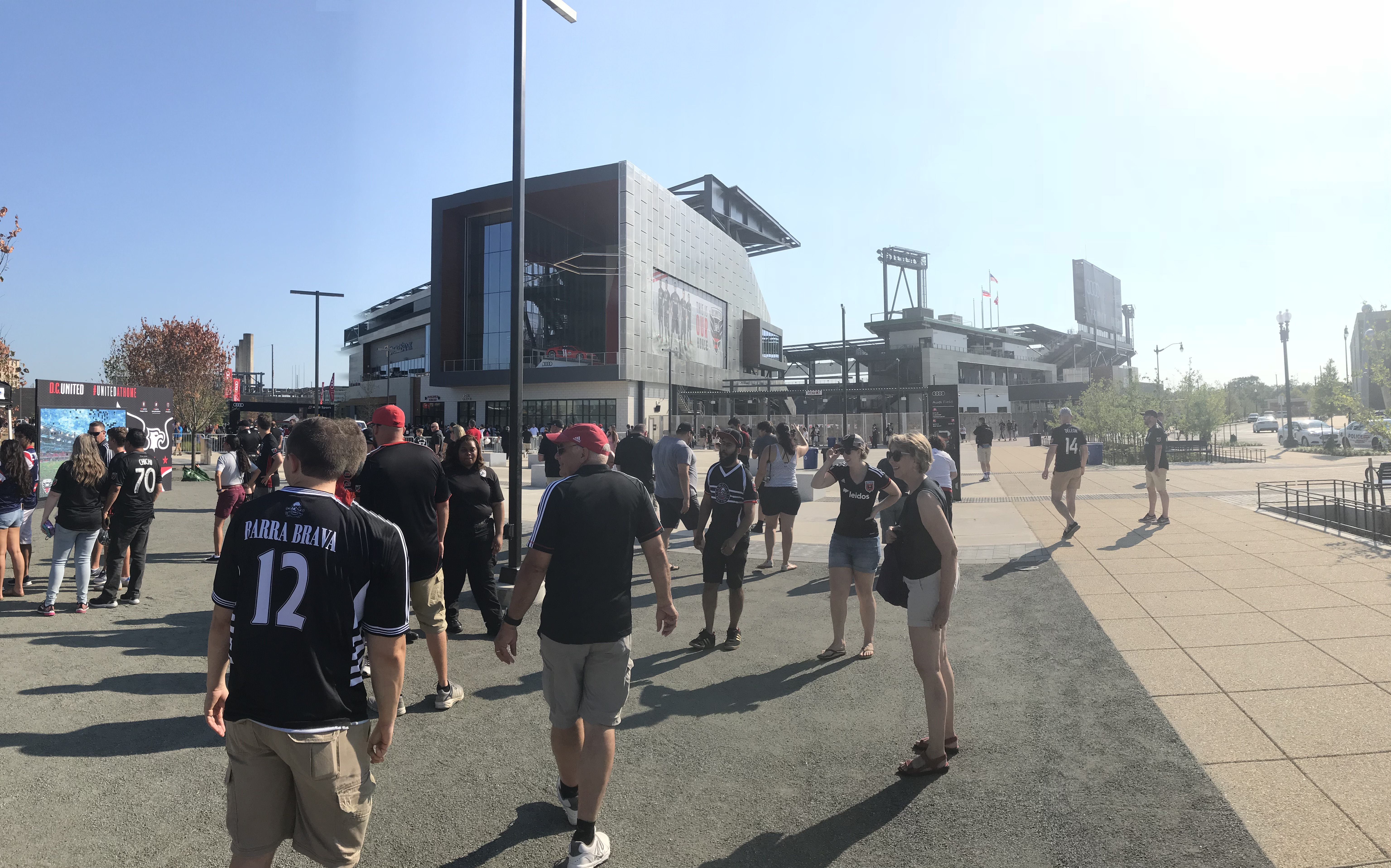